# Company campaigning
Company campaigning is een actiestrategie waarbij actiegroepen hun doelstellingen trachten te bereiken door te aandacht focussen op een bekend bedrijf.
Via publiekscampagnes wordt de aandacht gevestigd op misstanden die het bekende bedrijf mee in stand helpt te houden. Dit actiemiddel wordt vaak gebruikt wanneer het gaat om:
- dierenrechten
- milieuvervuiling
- kinderarbeid
- wapenhandel

Bedrijven zijn gevoelig voor pressie: een reputatie van rücksichtloze uitbuiter of smerige vervuiler helpt niet mee om nieuwe klanten te werven. Een stap verder is het oproepen tot een boycot, waardoor de winstgevendheid van een bedrijf onder druk komt te staan.
Voor actiegroepen is het focussen op bekende bedrijven een efficiënte strategie: een succesvolle actie bij een bekend bedrijf zorgt ervoor dat collega-bedrijven coöperatiever zullen zijn wanneer een actiegroep met hen contact opneemt.

## Voorbeelden
Company campaigning is een strategie die sinds de jaren zeventig veelvuldig is toegepast. Bekende voorbeelden zijn:
- Greenpeace tegenover Shell in verband met de sloop van de Brent Spar
- IKEA en Levi Strauss & Co. in verband met kinderarbeid
- Wakker Dier tegen Albert Heijn en HEMA over het onverdoofd castreren van biggen
- Een extreme vorm wordt gebruikt door het Animal Liberation Front, niet alleen Huntingdon Life Sciences, een bedrijf dat dierproeven doet wordt belaagd, maar ook allerlei bedrijven die hiermee zaken doen, waarbij geweld niet geschuwd wordt.